# Hieronymus Francken (II)

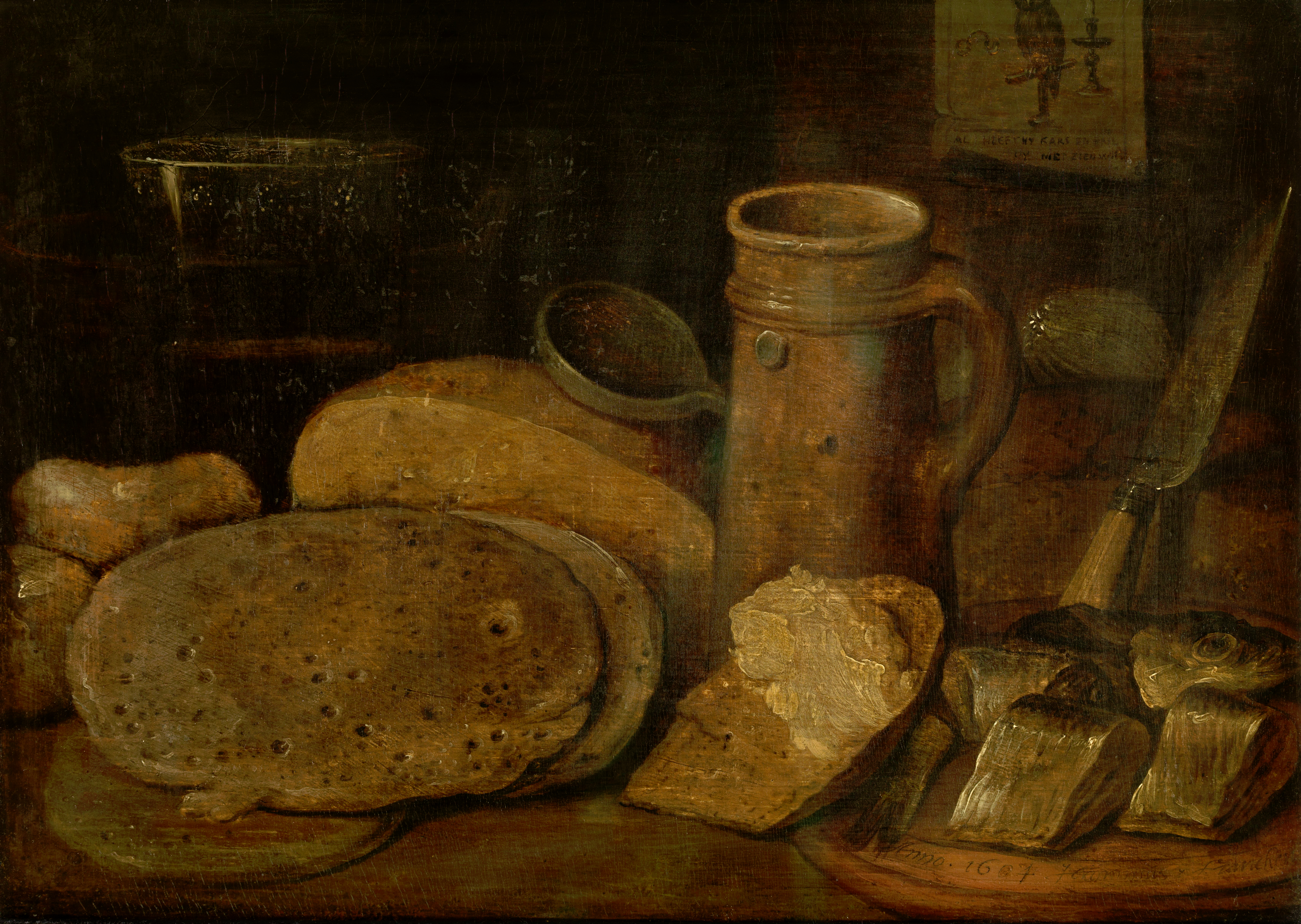
Bodegón con pan y arenque, 1607, óleo sobre tabla, 25 x 35 cm, Amberes, Koninklijk Museum voor Schone Kunsten Antwerpen.

Hieronymus Francken (II) (Amberes 1578-1623), fue un pintor barroco flamenco especializado en pintura de género y bodegones. 
Hijo de Frans Francken I y Elisabeth Mertens, fue bautizado en Amberes el 12 de septiembre de 1578. Tras iniciar su formación artística en el taller paterno, en 1605 se inscribió como aprendiz de su tío, Ambrosius Francken (I), y dos años más tarde figuraba ya registrado como maestro independiente en el gremio de San Lucas de su ciudad natal, donde se le encuentra trabajando hasta su muerte.
Como su tío Hieronymus Francken I, con quien colaboró en obras como la Escena de baile del Museo de la Universidad de Estocolmo, se especializó en la pintura de pequeñas escenas de grupo protagonizadas por elegantes figuras algo encorsetadas, un género en el que destacó su hermano Frans Francken II. También en la estela de su hermano Frans pintó colecciones de pintura y cuadros de gabinete. Como otros pintores, colaboró con Abraham Govaerts, pintándole las figuras de sus paisajes. Como pintor de bodegones se sitúa en los comienzos del género conocido como bodegón de desayuno, con un limitado número de objetos sobre una mesa en lugar del suntuoso bodegón de cocina (Bodegón con pan y arenque, Amberes, Koninklijk Museum voor Schone Kunsten Antwerpen).
Falleció en Amberes en 1623.